# Александровка (Бакалинський район)
Алекса́ндровка (рос. Александровка, башк. Александровка) — присілок у складі Бакалинського району Башкортостану, Росія. Входить до складу Бузюровської сільської ради.
Населення — 49 осіб (2010; 67 у 2002).
Національний склад:
- росіяни — 81 %